# Joe Gores

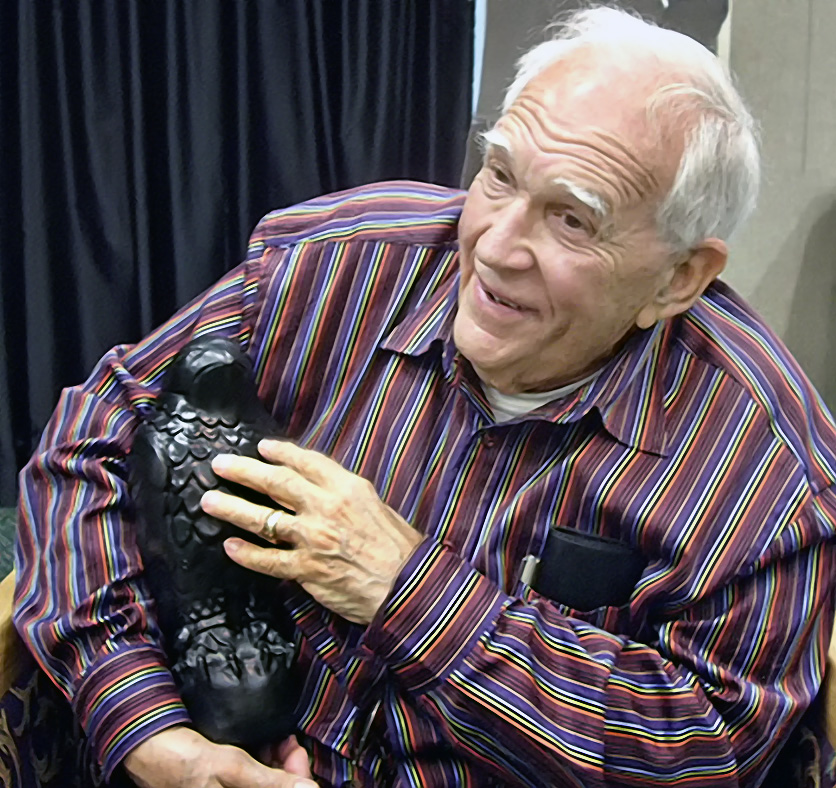
Joe Gores

Joe Gores (* 25. Dezember 1931 in Rochester, USA; † 10. Januar 2011 in Greenbrae;  vollständiger Name: Joseph Nicholas Gores) war ein US-amerikanischer Mystery- und Kriminalromanautor sowie ein ehemaliger Privatdetektiv. Bekanntheit erlangte er 1975 mit dem Roman Hammett (1982 von Wim Wenders verfilmt als Hammett) und seinen Romanen und Kurzgeschichten über Dan Kearney and Associates - die "DKA Files", die in San Francisco spielen.

## Leben
Gores erwarb einen Bachelor of Arts in Englischer Literatur an der University of Notre Dame und 1961 einen Master of Arts in Englischer Literatur der Stanford University. Anschließend war zwei Jahre bei der U.S. Army im Fort Myer in Arlington und schrieb dort Biografien von Generälen. Anschließend arbeitete er zwölf Jahre lang als Privatdetektiv für David Kikkert & Associates in San Francisco. Unter anderem arbeitete er auch als Lastwagenfahrer, Holzfäller, Assistant Motel Manager und Englischlehrer an einer Jungenschule in Kenia.
Gores lebte lange in der San Francisco Bay Area in San Anselmo. Er starb an einer Magenblutung in einem Marin-County-Krankenhaus exakt 50 Jahre nach Dashiell Hammett, dem Erfinder der Detektivfigur Sam Spade. Gores hinterließ seine Ehefrau Dori sowie zwei Stiefkinder.

## Werk
Häufig griff er auf seine Arbeitserfahrungen insbesondere als Privatdetektiv zurück, um seinen Geschichten Authentizität zu verleihen und das Glamouröse der Detektivarbeit wegzuwischen. In seinen Geschichten nutzte er oft Namensvariationen früherer Kollegen wie beispielsweise Stan Groner.
In zahlreichen seiner Geschichten spielen die Privatdetektive David Kikkert & Associates eine Hauptrolle, die sich in der Wiederbeschaffung von Kraftfahrzeugen spezialisiert haben. Dort fließen zahlreiche eigene Erfahrungen ein.
Gores wurde auch bekannt durch seine Romane Hammett (1975), der 1982 als erste Hollywoodproduktion von Wim Wenders verfilmt wurde, sowie Spade & Archer (2009), eine Vorerzählung zu Dashiell Hammetts The Maltese Falcon (1930). Seine Arbeiten gewannen mehrere Auszeichnungen.
In der jeweils persönlichen Rückschau von Donald E. Westlake (Drowned Hopes) und Gores (32 Cadillacs) beschreiben beide in jeweils einem Kapitel, wie sie ein identisches Ereignis geprägt hätte.

## Auszeichnungen
- 1970: Edgar Allan Poe Award - Kategorie Bester Erstlingsroman für A Time for Predators (dt. Der Leichenmacher. Ullstein, Frankfurt/M. 1970)
- 1975: Edgar Allan Poe Award - Kategorie Bestes Fernsehserien-Segment für eine Episode von Kojak – Einsatz in Manhattan
- 1986: Maltese Falcon Award für Hammett (dt. Dashiell Hammetts letzter Fall. Goldmann, München 1978)
- 2008: Shamus Award - THE EYE (Lifetime Achievement Award) der Private Eye Writers of America (PWA) in Anerkennung seines bisherigen literarischen Lebenswerkes

## Schriften
DKA = stories beinhalten Dan Kearney and Associates in San Francisco

### Romane
- Spade & Archer (2009)
- Glass Tiger (2006)
- Cons, Scams & Grifts (DKA; 2001)
- Stakeout on Page Street and Other DKA Files (DKA Short Stories; 2000)
- Cases (1999)
- Speak of the Devil: 14 Tales of Crimes and Their Punishments (Short Stories; 1999)
- Contract Null & Void (DKA; 1996)
- Menaced Assassin (1994)
- Dead Man (1993)
- Mostly Murder (Short Stories; 1992)
- 32 Cadillacs (DKA; Edgar Award nominee, Best Novel; 1992)
- Wolf Time (1989)
- Joe Gores Interview (Audio Book; 1987)
- Come Morning (Edgar Award nominee, Best Novel; 1986)
- Gone, No Forwarding (DKA; 1978)
- Tricks and Treats (Editor with Bill Pronzini; 1976)
- Hammett (1975)
- Honolulu: Port of Call (Editor; 1974)
- Interface (1974)
- Final Notice (DKA; 1973)
- Dead Skip (DKA; 1972)
- Marine Salvage: The Unforgiving Business of No Cure, No Pay (1971)
- A Time of Predators (Edgar Award winner, Best First Novel; 1969)

### Kurzgeschichten
- "Inscrutable" (2001, The Mysterious Press Anniversary Anthology)
- "Summer Fog" (2001, Flesh and Blood)
- "Ishmael" (1993, New Mystery)
- "Sleep the Big Sleep" (April 1991, Ellery Queen’s Mystery Magazine; Danny Durant)
- "Dance of the Dead" (Spring 1991, The Armchair Detective; Neal Fargo)
- "File #12: Do Not Go Gentle" (March 1989, Ellery Queen’s Mystery Magazine; DKA)
- "Detectivitis, Anyone?" (January 1988, Ellery Queen’s Mystery Magazine; aka "Plot It Yourself")
- "Smart Guys Don't Snore" (1987, A Matter of Crime #2; Bonecrack Krajewski)
- "File #11: Jump Her Lively, Boys!" (July 1984, Ellery Queen’s Mystery Magazine; DKA)
- "File # 9: Full Moon Madness" (February 1984, Ellery Queen’s Mystery Magazine; DKA)
- "Rope Enough" (1976, Tricks and Treats)
- "Kirinyga" (March 1975, Ellery Queen’s Mystery Magazine)
- "File #8: The O'Bannon Blarney File" (1973, Men and Malice; DKA)
- "Raptor" (October 1983, Ellery Queen’s Mystery Magazine)
- "File #10: The Maimed and the Halt" (January 1976, Ellery Queen’s Mystery Magazine; DKA)
- "Watch for It" (1973, Mirror, Mirror, Fatal Mirror)
- "The War Club" (May 1972, Argosy)
- "File #7: O Black and Unknown Bard" (April 1972, Ellery Queen’s Mystery Magazine; DKA)
- "File #6: Beyond the Shadow" (January 1972, Ellery Queen’s Mystery Magazine; DKA)
- "You're Putting Me On—Aren't You?" (1971, Adam's Reader, 1971)
- "Trouble at 81 Fathoms" (June 1971, Argosy)
- "Force 12" (January 1971, Argosy)
- "The Andrech Samples" (September 1970, Swank)
- "The Bear's Paw" (April 1970, Argosy)
- "The Criminal" (1970, Adam 14, No. 12)
- "Goodbye, Pops" (December 1969, Ellery Queen’s Mystery Magazine; winner of 1970 Edgar Award for Best Short Story)
- "Quit Screaming" (November 1969, Adam's Reader 41)
- "Gunman in Town" (October 1969, Zane Grey's Western Magazine)
- "File #5: The Maria Navarro Case" (June 1969, Ellery Queen’s Mystery Magazine; aka "Be Nice To Me;" DKA)
- "South of the Moon" (January 1969, Argosy)
- "File #4: Lincoln Sedan Deadline" (September 1968, Ellery Queen’s Mystery Magazine; DKA)
- "File #3: The Pedretti Case" (July 1968, Ellery Queen’s Mystery Magazine; aka "The Three Halves;" DKA)
- "The Golden Tiki" (June 1968, Argosy)
- "Olmurani" (February 1968, Argosy)
- "File #2: Stakeout on Page Street" (January 1968, Ellery Queen’s Mystery Magazine; DKA)
- "File # 1: The Mayfield Case" (December 1967, Ellery Queen’s Mystery Magazine; aka "Find the Girl;" DKA)
- "Odendahl" (December 1967, Argosy)
- "The Second Coming" (August 1966, Adam's Best Fiction)
- "Kanaka" (1966, Adam 10, No. 11)
- "The Seeker of Ultimates" (November 1965, Ellery Queen’s Mystery Magazine)
- "A Sad and Bloody Hour" (April 1965, Ellery Queen’s Mystery Magazine)
- "My Buddy" (1965)
- "Sweet Vengeance" (July 1964, Manhunt)
- "Sweet Vengeance" (July 1964, Manhunt)
- "The Price of Lust" (April 1963, Manhunt)
- "Darl I Luv U" (February 1963, Ellery Queen’s Mystery Magazine)
- "Trouble in Papeete" (April 1962, Rake)
- "The Main Chance" (April 1962, Gent)
- "Muscle Beach" (March 1962, Rogue)
- "The Mob" (December 1961, Negro Digest)
- "Night Out" (October 1961, Manhunt)
- "Sailor's Girl" (August 1961, Manhunt)
- "You Aren't Yellow" (January 1960, Mike Shayne's Mystery Magazine)
- "Down and Out" (June 1959, Manhunt)
- "Killer Man" (June 1958, Manhunt; aka "Pro")
- "Chain Gang" (December 1957, Manhunt)

### Drehbücher
- 1975: Kojak – Einsatz in Manhattan, No Immunity for Murder (Ausgezeichnet mit dem Edgar Allan Poe Award)
- 1976: Kojak, Bad Dude
- 1977: Kojak, Case without a File
- 1979: Mrs. Columbo, Love, on Instant Replay
- 1984: Remington Steele, Let's Steele a Plot
- 1985: Magnum, A Pretty Good Dancing Chicken
- 1986: T. J. Hooker, Death Trip
- 1989: B.L. Stryker, Blind Chess

### Hörspiel
Das Hörspiellabel "Ohrenkneifer" hat die Joe Gores-Kurzgeschichte "South of Market" als Hörspiel-CD für den Hörspiel-Verkaufsmarkt adaptiert. (August 2014)